# Teucholabis catharinensis
Teucholabis catharinensis är en tvåvingeart som beskrevs av Alexander 1931. Teucholabis catharinensis ingår i släktet Teucholabis och familjen småharkrankar. Inga underarter finns listade i Catalogue of Life.